# O’Kelly
O’Kelly ist ein Familienname, der u. a. vom irischen Ó Ceallaigh abgeleitet sein kann. Weiteres zur Etymologie des Namens siehe auch hier.

## Namensträger

### Form O’Kelly
- Albéric O’Kelly de Galway (1911–1980), belgischer Schachmeister
- Dennis O’Kelly (1728?–1787), irischer Pferdezüchter
- George Con O’Kelly (1886–1947), irischer Ringer
- Gregory O’Kelly (* 1941), australischer Priester, Bischof von Port Pirie
- Joseph O’Kelly (1828–1885), franko-irischer Komponist
- John J. O’Kelly (1872–1957), irischer Journalist und Politiker (Sinn Féin)
- Malcolm O’Kelly (* 1974), irischer Rugby-Union-Spieler
- Michael J. O’Kelly (1915–1982), irischer Archäologe
- Seumas O’Kelly (Seamus O’Kelly, 1875/1881–1918), irischer Journalist und Schriftsteller
- Wilhelm O’Kelly (von Gallagh und Tywoly) († 1767), Österreichischer Graf und k. k. Feldzeugmeister
- Johann von O’Kelly, Österreichischer Gesandter in Sachsen

### Form Ó Ceallaigh
- Fiachra Ó Ceallaigh (1933–2018), irischer Bischof
- Seán Ó Ceallaigh (1882–1966), Präsident von Irland (1945–1959)